# Egernsundbrug
De Egernsundbrug (Deens: Egernsundbroen) is een brug tussen Egernsund en Gråsten in Denemarken. De brug is gebouwd tussen 1965 en 1968. Op 19 juni 1968 werd de brug geopend door prinses Benedikte van Denemarken.
Over de brug loopt de Sekundærrute 401. Deze weg loopt van Dybbøl in Jutland naar Døstrup in Jutland.